# Croton borhidii
Croton borhidii là một loài thực vật có hoa trong họ Đại kích. Loài này được O.Muñiz mô tả khoa học đầu tiên năm 1977.